# Sinostrangalis manipurensis
Sinostrangalis manipurensis là một loài bọ cánh cứng trong họ Cerambycidae.